# Hail to the Thief
A 2003-as Hail to the Thief a Radiohead hatodik nagylemeze. Az album a maga közel egy órájával az együttes leghosszabb albuma. A brit albumlistán első helyezést ért el, az Egyesült Államokban a 3. helyig jutott.
Szerepel az 1001 lemez, amit hallanod kell, mielőtt meghalsz című könyvben.

## Az album dalai
|     | Cím                                                  | Szerző(k) | Hossz |
| --- | ---------------------------------------------------- | --------- | ----- |
| 1.  | 2 + 2 = 5 (The Lukewarm.)                            | Radiohead | 3:19  |
| 2.  | Sit Down. Stand Up. (Snakes & Ladders.)              | Radiohead | 4:19  |
| 3.  | Sail to the Moon (Brush the Cobwebs Out of the Sky.) | Radiohead | 4:18  |
| 4.  | Backdrifts (Honeymoon Is Over.)                      | Radiohead | 5:22  |
| 5.  | Go to Sleep (Little Man Being Erased.)               | Radiohead | 3:21  |
| 6.  | Where I End and You Begin (The Sky Is Falling In.)   | Radiohead | 4:29  |
| 7.  | We Suck Young Blood (Your Time Is Up.)               | Radiohead | 4:56  |
| 8.  | The Gloaming (Softly Open Our Mouths in the Cold.)   | Radiohead | 3:32  |
| 9.  | There There (The Boney King of Nowhere.)             | Radiohead | 5:23  |
| 10. | I Will (No Man's Land.)                              | Radiohead | 1:59  |
| 11. | A Punchup at a Wedding (No No No No No No No No.)    | Radiohead | 4:57  |
| 12. | Myxomatosis (Judge, Jury & Executioner.)             | Radiohead | 3:52  |
| 13. | Scatterbrain (As Dead as Leaves.)                    | Radiohead | 3:21  |
| 14. | A Wolf at the Door (It Girl. Rag Doll.)              | Radiohead | 3:23  |

## Közreműködők
- Colin Greenwood – basszusgitár, nagybőgő, billentyűk, szintetizátor, sample-ök, programozás
- Jonny Greenwood – gitár, billentyűk, Ondes Martenot, zongora, szintetizátor, sample-ök, programozás, tomok, glockenspiel
- Ed O'Brien – gitár, effektek, tomok, háttérvokál, dob
- Phil Selway – dob, ütőhangszerek, háttérvokál
- Thom Yorke – ének, gitár, zongora, szintetizátor, sample-ök, sequencer, laptop, basszusgitár